# Scooby-Doo și Vânătoarea de Viruși
Scooby-Doo și Vânătoarea de Viruși (engleză Scooby-Doo and the Cyber Chase) este al patrulea din seria de filme animate direct-pe-video bazate pe desenul animat Hanna-Barbera Scooby-Doo. A fost lansat în 9 octombrie 2001. Este cunoscut ca ultima producție „oficială” Hanna-Barbera, Warner Bros. absorbind complet studioul Hanna-Barbera după moartea fondatorului și creatorului William Hanna. Este, de asemenea, al patrulea și ultimul film direct-pe-video Scooby-Doo animat de studioul japonez Mook Animation. Acest film, împreună cu Aloha, Scooby-Doo!, a făcut parte din prima relansare Scooby-Doo pe Blu-ray, în 5 aprilie 2011.
Un joc video bazat pe acest film a fost lansat de THQ în 2001 pentru PlayStation și Game Boy Advance.
Premiera filmului în România a fost în 19 martie 2005 pe canalul Cartoon Network (în cadrul lui Cartoon Network Cinema) și se difuzează și pe Boomerang (în cadrul lui Boomerang Cinema).

## Distribuție (versiune română)
- Marius Damian - Fred Jones [2]

## Acțiune
Gașca Misterelor îl vizitează pe vechiul lor prieten și student la facultate, Eric, care i-a invitat să vadă un joc de calculator premiat, bazat pe aventurile lor misterioase, și un laser de înaltă tehnologie, pe care intenționează să le prezinte la târgul de știință din campus. La sosire, gașca află că un „virus fantomă” s-a materializat din jocul lui Eric, și l-a atacat, înainte ca profesorul său, profesorul Kaufman, să-l alunge cu un magnet de mare putere. În timp ce îi investighează pe potențialii suspecți, gașca se întâlnește cu virusul fantomă, înainte ca cineva să folosească laserul lui Eric pentru a-i teleporta pe toți în jocul său, unde tinerii află că trebuie să termine fiecare nivel găsind o cutie de Scooby Snax pentru a ieși din joc.
După dificultăți inițiale în primele trei niveluri, gașca progresează rapid până când ajunge la nivelul final, unde se întâlnesc cu versiunile lor cibernetice. Gașca cibernetică dezvăluie că știe unde se află ultima cutie a lui Scooby Snax, și conduce banda originală într-un parc de distracții, unde se luptă cu versiuni reale ale monștrilor cu care Gașca Misterelor s-a confruntat anterior, și pe care i-a demascat ca fiind criminali umani. În cele din urmă, dublura cibernetică a lui Scooby-Doo distrage atenția virusului fantomă, astfel încât Scooby cel original poate lua ultima cutie de Scooby Snax, ștergând virusul fantomă și readucând gașca în lumea reală. Folosind indicii legate de baseball, pe care le-au găsit în joc, și fraze pe care virusul fantomă le-a rostit în timpul aventurii lor, ei îl dezvăluie pe Bill, prietenul și colegul lui Eric, ca fiind creatorul acestuia. În urma unei încercări eșuate de evadare, el este arestat de Wembley, și dezvăluie că era gelos că jocul video al lui Eric a fost ales pentru târgul de știință în locul lui, deși el era la școală de mai mulți ani, așa că a creat virusul pentru a-l speria pe Eric și a lua premiul în bani. Temându-se că Mystery Inc. va descoperi adevărul, i-a teleportat în spațiul cibernetic în speranța că nu vor supraviețui. 
Ulterior, gașca și Eric merg la un restaurant local pentru a sărbători și a se reuni cu grupul cibernetic.

## Distribuție
- Scott Innes ca Scooby-Doo și Shaggy Rogers
- Frank Welker ca Fred Jones
- Grey DeLisle ca Daphne Blake
- B.J. Ward ca Velma Dinkley
- Joe Alaskey ca Ofițerul Wembley
- Bob Bergen ca Eric Staufer
- Tom Kane ca Profesorul Kaufman
- Mikey Kelley ca Bill McLemore
- Gary Sturgis în rolul Virusului

## Producție
Scooby-Doo and the Cyber Chase este cel de-al patrulea film Scooby-Doo direct-pe-video, și a fost ultimul realizat de echipa originală. Echipa a fost condusă de Davis Doi și i-a inclus pe Glenn Leopold, Jim Stenstrum, Lance Falk, și alții. Aceștia intraseră anterior în conflict cu directorii studiourilor, care au sugerat scenariști externi pentru cel de-al doilea film Scooby, Witch's Ghost (Fantoma Vrăjitoarei). Pentru Cyber Chase, a fost aceeași situație: directorii l-au recomandat pe Mark Turosz, un scenarist aflat deja sub contract cu Warner Bros., care avea puțină experiență în domeniul animației. Echipa produsese primul film Scooby, Zombie Island, precum și al treilea, Alien Invaders, cu autonomie totală, și s-a simțit jignită de insistențele Warner de a folosi scenariul lui Turosz.
Echipa a fost deosebit de critică la adresa proiectului de scenariu al lui Turosz, care, potrivit lui Falk, a fost considerat un regres în ceea ce privește potențialul francizei. Ei au considerat că ritmul și linia de acțiune a acestuia erau nesatisfăcătoare. În plus, acesta nu era familiarizat cu procesul de animație. De exemplu, scenariul includea mișcări de cameră complicate, imposibil de realizat cu bugetul lor, precum și nenumărate locații care s-ar fi dovedit plictisitoare pentru proiectare. Ca urmare, echipa inițială s-a mutat la alte proiecte după finalizarea filmului. Următorul lungmetraj Scooby-Doo, Legenda Vampirului, a fost scris tot de Turosz.
Stenstrum a sugerat inițial să exploreze folosirea actorilor live-action pentru scenele plasate în interiorul jocului video, deși ideea a fost rapid abandonată. Dintre primele patru filme, Cyber Chase prezintă cea mai mare serie de credite de artiști de storyboard, deoarece echipa a fost supusă unor constrângeri semnificative de timp și a avut nevoie de ajutor suplimentar. Cyber Chase a fost, de asemenea, ultimul film Scooby-Doo care a avut animație produsă la studioul japonez Mook Animation.

## Legături externe
- Scooby-Doo și Vânătoarea de Viruși la Internet Movie Database
- Scooby-Doo și Vânătoarea de Viruși la Allmovie
- Scooby-Doo și Vânătoarea de Viruși la Rotten Tomatoes